# Eiji Yoshikawa
Eiji Yoshikawa (Prefettura di Kanagawa, 11 agosto 1892 – 7 settembre 1962) è stato uno scrittore giapponese, figlio di un samurai.
Divenne presto uno dei più famosi autori del genere romanzo storico.
Nel 1953 gli è stato assegnato il Kikuchi Kan Prize. Nel 1960 ha ricevuto in premio l'Ordine della Cultura, in seguito ha ricevuto poi l'Ordine del Sacro Tesoro e il premio per le arti del Mainichi, poco prima della morte avvenuta nel 1962.
Fu autore di numerosi libri di cui i più importanti sono "Il bushido", "La via del samurai", "La via della vita e della morte" e "Musashi".

## Biografia
Eiji Yoshikawa nacque nella prefettura di Kanagawa, che oggi fa parte di Yokohama.
A causa del fallimento finanziario del padre, dovette lasciare la scuola per lavorare già dall'età di 11 anni. All'età di 18 anni, dopo aver subito un brutto incidente mentre lavorava presso il porto di Yokohama, si trasferì a Tokyo e divenne apprendista in un laboratorio di lacche dorate. Durante questo periodo crebbe in lui l'interesse verso l'haiku, una forma poetica squisitamente giapponese. Entrò quindi in un gruppo di poesia e cominciò a scrivere versi haiku utilizzando lo pseudonimo di “Kijiro”.
Nel 1914 vinse il primo premio in una gara di scrittura di romanzi, con Il racconto di Enoshima.
Nel 1921 venne assunto dal quotidiano Maiyu Shimbun e durante quell'anno cominciò a scrivere pubblicazioni a puntate, come Vita di Shinran.
Nel 1923 sposò Yasu Akazawa. Lo stesso anno ci fu un grande terremoto nel Kantō, cosa che fece accrescere in Yoshikawa la determinazione nell'intraprendere la carriera di scrittore. Negli anni successivi pubblicò delle storie su vari periodici appartenenti all'editore Kōdansha, che lo riteneva il suo scrittore numero uno.
Eiji Yoshikawa, prima di utilizzare tale nome, utilizzò 19 diversi pseudonimi di scrittore. Egli usò per la prima volta il nome Eiji Yoshikawa nelle pubblicazioni in serie di Pericolo di spada, pericolo di donna. Il suo nome divenne importante dopo Il documento segreto di Naruto, che venne pubblicato in serie sull'Osaka Mainichi Shimbun. La sua sete di scrittura divenne insaziabile.
Agli inizi degli anni '30 del Novecento, il suo stile divenne più introspettivo e riflessivo. 
Nel 1935, con la pubblicazione in serie sull'Asahi Shimbun di Musashi, un'opera basata sulla storia del famoso spadaccino Miyamoto Musashi. Quest'opera convinse Yoshikawa a continuare a scrivere sulla linea del romanzo storico d'avventura.
Nel 1937 scoppiò la guerra con la Cina e l'Asahi Shimbun mandò Yoshikawa sul campo di guerra, come corrispondente speciale del quotidiano. Successivamente divorziò da sua moglie, Yasu Akazawa, e sposò Fumiko Ikedo.
Continuò a scrivere romanzi persino durante il periodo di guerra, e in tali opere si può rintracciare anche l'influenza della cultura Cinese. Tra le opere di tale periodo, vi sono Taiko e la nuova edizione de Il romanzo dei tre regni.
Alla fine della guerra Yoshikawa smise di scrivere, e si ritirò presso Yoshino (l'odierna Oumeshi), nella periferia di Tokyo. Ricominciò però a scrivere nel 1947.
Tra le opere del periodo post-bellico bisogna ricordare il nuovo Racconto di Heike, pubblicato nel 1950 sull'Asashi Weekly, e Un documento privato della guerra del Pacifico pubblicato nel 1958.
Nel 1962 morì a causa di un cancro.

## Opere
- Musashi (1935)